# Дадал
Дадал (монг. Дадал) — сомон аймака Хэнтий в восточной части Монголии. Численность населения по данным 2010 года составила 2 612 человек.
Центр сомона — посёлок Баян-Овоо, расположенный в 254 километрах от административного центра аймака — города Ундерхаан и в 585 километрах от столицы страны — Улан-Батора.

## География
Сомон расположен в восточной части Монголии. Граничит с соседними сомонами Баян-Адарга, Биндэр и Норовлин, а также с соседним аймаком Дорнод и Российской Федерацией. На территории Дадала располагаются горы /Бугат, Шувуут, Сантхан, протекают реки Онон, Балж, Галттай, Агац, есть озёра Цагаан, Хурхрээ, Овгот.
Из полезных ископаемых в сомоне встречаются каменный уголь, соль.

## Климат
Климат резко континентальный. Средняя температура января -27 градусов, июля +18 градусов. Ежегодная норма осадков 360 мм.

## Фауна
Животный мир Дадала представлен медведями, оленями, лосями, кабанами, лисами, рысями.

## История
Около городка Баян-Обо во время боев на Халхин-голе базировался советский 150-й полк скоростных бомбардировщиков

## Инфраструктура
В сомоне есть школа, больница, торговые и культурные центры.